# Martin Wilckens
Martin Wilckens (Hamburg, 1834. április 3. – Bécs, 1897. június 9.) német agronómus, zoológus, szakíró.

## Élete
A gimnázium befejezése után a göttingeni, a bécsi és a würzburgi egyetemeken orvosi és természettudományi tanulmányokat végzett, majd Hamburgban gyakorló orvos lett. 1859-ben Jénába ment és ott mező- és nemzetgazdasági előadásokat hallgatott. 1861-ben a pogarthi nemesi birtokot vette meg és ott 1871-ig gazdálkodott. Jószágát eladva, a Göttingeni Egyetemen az állatélettan és állattenyésztés magántanára, 1872-ben a Rostocki Egyetemen a mezőgazdaság tanára és ugyanazon évben a bécsi császári és királyi gazdasági főiskolán (K. k. Hochschule für Bodenkultur) az állatélettan és az állattenyésztés rendes tanára lett. Nagy feltűnést keltett annak idején Egan Ede hazánkfia Die Hochschule für Bodenkultur in Wien und ihre falschen Propheten (Budapest, 1886) című röpiratával, mely főleg Wilckens személye és működése ellen éles támadást tartalmaz.

## Főbb művei
- Beiträge zur landw. Thierzucht (Lipcse, 1871);
- Die Alpenwirtschaft der Schweiz (Bécs, 1874);
- Die Rinderracen Mitteleuropas (uo. 1876);
- Form und Leben der landw. Hausthiere (uo. 1878);
- Wandtafeln zur Naturgeschichte (Cassel, 1878-80);
- Briefe über den thierischen Stoffwechsel (Boroszló, 1879);
- Der Hochschulunterricht für Land- und Forstwirthe (Bécs, 1879);
- Grundzüge der Naturgeschichte der Hausthiere (Drezda, 1880);
- Untersuchungen über die Geschlechtsverhältnisse und die Ursachen der Geschlechtsbildung bei Hausthieren (Berlin, 1886);
- Briefe über landw. Thierzucht (Bécs, 1887);
- Grundriss der landw. Hausthierlehre (2 kötet, Tübingen, 1888-89);
- Nordamerikanische Landwirtschaft (uo. 1890);
- Arbeitspferd gegen Spielferd (Bécs, 1894).

## Elismerései
- 1886-ban lett a Leopoldina tagja.[5]
- 1960-ban róla nevezték el a Wilckensweget Bécs-Döblingben.[6]